# سید مصطفی حسینی
سید مصطفی حسینی (زاده ۱۳۶۱ زنجان) روحانی ایرانی و نماینده ولی فقیه در استان زنجان و امام جمعه شهر زنجان  است. وی در ۲۴ مهر ۱۴۰۳ با حکم رهبر ایران آیت الله سید‌علی خامنه‌ای به عنوان نماینده ولی فقیه و امام جمعه زنجان منصوب شد. وی اولین نماینده ولی فقیه در استان های ایران است که پس از انقلاب ۱۳۵۷ متولد شده است.

## زندگی
سید مصطفی حسینی سال ۱۳۶۱ در شهر زنجان متولد و سال ۱۳۷۵ برای تحصیل علوم حوزوی به حوزه علمیه قم وارد شد. وی تا سال ۱۳۸۳ دروس سطوح عالی حوزه علمیه را به پایان رساند و پس از آن در دروس خارج فقه و اصول و تفسیر از محضر آیات عظام مکارم شیرازی، سبحانی، تبریزی و جوادی آملی بهره برد. حسینی در رشته مدیریت عمومی دارای مدرک دکترای حرفه‌ای از دانشگاه جامع امام حسین (ع) است.

## فعالیت ها
عمده فعالیت‌های علمی، تبلیغی و اجرایی حسینی به عنوان قاری و حافظ کل قرآن کریم بر محور قرآن متمرکز بوده و از همین رو ایشان، یکی از چهره‌های بنام و مبرّز کشوری در زمینه قرآن شناخته می‌شوند.فعالیت در حوزه‌های مختلف قرآنی از جمله قائم مقام مؤسسه جامعه القرآن، رئیس مرکز امور قرآنی سازمان اوقاف و امور خیریه، مدیر مرکز قرآن حوزه‌های علمیه، معاون فرهنگی حرم حضرت معصومه (س)، دبیر شورای توسعه فرهنگ قرآن کشور، رئیس مرکز قرآن و عترت حوزه‌های علمیه کشور، رئیس مرکز قرآن و عترت سازمان اوقاف و امور خیریه کشور و مدیر مؤسسه نور الثقلین بخشی از سوابق کاری و مسوولیت‌های ایشان است.
تدریس دوره‌های مدیریت فعالیت‌های قرآنی، تألیف چندین کتاب تفسیری و تدریس دروس حوزوی و تدریس در حوزه و دانشگاه از دیگر فعالیت‌ها و خدمات ایشان است.